# Миголиця
Миголиця (словен. Migolica) — поселення в общині Мирна, регіон Південно-Східна Словенія, Словенія.